# 宮元健次
宮元 健次（みやもと けんじ、1962年 - 2017年9月27日）は、日本の建築家、建築評論家。
岐阜県生まれ。1987年東京芸術大学大学院美術研究科終了。龍谷大学国際文化学部講師(庭園史・庭園デザイン)・助教授、愛知産業大学・常磐大学講師、大同工業大学工学部教授を経て、宮元建築研究所代表取締役、舞鶴工業高等専門学校建設システム工学科教授を務めた。 

## 著書
- 『桂離宮隠された三つの謎』彰国社 1992
- 『修学院離宮物語』彰国社 1994
- 『桂離宮 ブルーノ・タウトは証言する』鹿島出版会 1995
- 『建築製図演習教本』彰国社 1995
- 『建築パース演習教本』彰国社 1995
- 『復元桂離宮書院群』監修・復元設計　集文社 ペーパー建築模型　1995
- 『復元日光東照宮陽明門』集文社 ペーパー建築模型　1995
- 『江戸の都市計画 建築家集団と宗教デザイン』講談社選書メチエ 1996
- 『近世日本建築にひそむ西欧手法の謎 「キリシタン建築」論・序説』彰国社 1996
- 『桂離宮と日光東照宮 同根の異空間』学芸出版社 1997
- 『初めての建築構造デザイン』学芸出版社 1997
- 『初めての建築模型』学芸出版社 1997
- 『法隆寺五重塔』雄鶏社 ペーパークラフト別冊　1997
- 『「図説」日本庭園のみかた』学芸出版社 1998
- 『見る建築デザイン』学芸出版社、1998
- 『よむ住宅プランニング』学芸出版社 1999
- 『建築家秀吉 遺構から推理する戦術と建築・都市プラン』人文書院 2000
- 『江戸の陰陽師 天海のランドスケープデザイン』人文書院 2001
- 『「図説」日本建築のみかた』学芸出版社 2001
- 『日本の伝統美とヨーロッパ 南蛮美術の謎を解く』世界思想社 2001
- 『龍安寺石庭を推理する』集英社新書　2001
- 『加賀百万石と江戸芸術 前田家の国際交流』人文書院 2002
- 『建築の配置計画 環境へのレスポンス』学芸出版社 2002
- 『日光東照宮隠された真実 三人の天才が演出した絢爛たる謎』祥伝社黄金文庫 日本史の旅　2002
- 『芸術家宮本武蔵』人文書院 2003
- 『すぐわかる図説日本の仏像』東京美術 2003
- 『月と日本建築 桂離宮から月を観る』光文社新書　2003
- 『京都名庭を歩く』光文社新書　2004
- 『京都格別な寺』光文社新書　2005
- 『近世日本建築の意匠 庭園・建築・都市計画、茶道にみる西欧文化』雄山閣 2005
- 『仏像は語る 何のために作られたのか』光文社新書　2005
- 『神社の系譜 なぜそこにあるのか』光文社新書　2006
- 『名城の由来 そこで何が起きたのか』光文社新書　2006
- 『鎌倉の庭園 鎌倉・横浜の名園をめぐる』神奈川新聞社 2007
- 『すぐわかる寺院別障壁画の見かた』東京美術 2008
- 『日本の美意識』光文社新書　2008
- 『聖徳太子七(なな)の暗号 「太子七か寺」はなぜ造られたのか』光文社新書 2009
- 『善光寺の謎 今明かされる「怨霊封じ」の真実』祥伝社黄金文庫 2009
- 『日本三景の謎 天橋立、宮島、松島-知られざる日本史の真実』祥伝社黄金文庫 2010
- 『日本庭園鑑賞のポイント55 歴史と文化を愉しむ』メイツ出版 コツがわかる本　2010
- 『世界に誇れる東京のビル100』エクスナレッジ 2013

### 監修
- 『神社・寺院・茶室・民家違いがわかる!日本の建築 知恵と工夫がいっぱい!見どころを徹底解説! 大きなワンルームの寝殿造風を生み出す京町家の工夫趣味を極める数寄屋造…こだわりの日本建築のすべて』監修 PHP研究所 雑学3分間ビジュアル図解シリーズ　2010

## 論文
- 宮元健次